# Mulenga Kapwepwe
Mulenga Mpundu Kapwepwe, née le 7 octobre 1958, est une auteure zambienne, et une des fondatrices du Musée d'histoire des femmes zambiennes.

## Biographie
Née en octobre 1958, elle est la fille de Simon Kapwepwe, membre fondateur du Congrès africain de Rhodésie du Nord en 1948, et, au moment de sa naissance en 1958, compagnon de route de Kenneth Kaunda dans la lutte pour l’indépendance de cette Rhodésie du Nord. L’indépendance est acquise en 1964 et ce nouvel État devient la Zambie. Kenneth Kaunda est le premier président du nouvel État, et Simon Kapwepwe devient son vice-président, puis en 1970, son principal opposant. Il est emprisonné fin 1972 pendant onze mois, libéré, semble se soumettre, s’oppose à nouveau à la fin des années 1970 au parti unique et au régime dictatorial animé par Kenneth Kaunda et meurt en 1980,.
Elle est diplômée de l'université de Zambie et détient un double diplôme en psychologie et en sociologie. Mulanga Kapwepwe écrit ses propres pièces dès le début de sa carrière : elle n’a pas bénéficié de formation en art dramatique, mais n’en fait pas une raison de limiter ses envies de création : « Eh bien, je ne pense pas que Shakespeare soit allé dans une école d'art dramatique, donc je suis sûre que je n'ai pas à le faire ». En tant qu'auteure, elle voit un certain nombre de ses pièces et de ses livres primés. En plus d'écrire et de créer du matériel pédagogique, des nouvelles et des pièces de théâtre, elle produit des vidéos, des programmes de télévision et de radio, ou encore des podcasts sur un certain nombre de sujets,,.
En 2016, Kapwepwe et son homologue Samba Yonga développent le Musée zambien de l'histoire des femmes, initialement uniquement comme une offre en ligne mais dans le but de disposer à terme d'un lieu physique permettant d'exposer les éléments collectés par le projet. Le projet est mené en collaboration avec le musée Kvinnohistoriskt, un musée d'histoire des femmes en Suède.
Elle préside par ailleurs le Conseil national des arts de Zambie de 2004 à 2017 et parraine  un certain nombre d'associations, notamment l'Association des femmes dans les arts visuels, l'Association zambienne de musique et de danse folkloriques et l'Association des jeunes pour la culture. Elle a été vice-présidente de l'Association culturelle Ukusefya pa Ngwena, du Conseil national des arts visuels de Zambie et de l'Association des femmes écrivains de Zambie. Elle est également membre de la Commission zambienne pour l'UNESCO et de l'Institut des arts d'Afrique. Elle est également connue pour avoir mise en place des bibliothèques à Lusaka, la capitale de la Zambie, pour faciliter l’accès des jeunes enfants à la lecture,.
Elle est mentionnée sur la liste annuelle de la BBC des 100 femmes les plus influentes de l'année 2020 annoncée le 23 novembre 2020.